# Ismahane Simone
 (mai 2025).
Motif : Notoriété non démontrée : a-t-elle au moins sorti un album ?
- Archive Wikiwix
- Bing
- Cairn
- DuckDuckGo
- E. Universalis
- Gallica
- Google
- G. Books
- G. News
- G. Scholar
- Persée
- Qwant
- (zh) Baidu
- (ru) Yandex
- (wd) trouver des œuvres sur Wikidata

| 1. | Préciser le motif de la pose du bandeau. | Précisez le motif de la pose du bandeau en utilisant la syntaxe suivante : {{admissibilité à vérifier\|date=mai 2025\|motif=remplacez ce texte par le motif}}                        |
| 2. | Informer les utilisateurs concernés.     | Pensez à avertir le créateur de l'article, par exemple, en insérant le code ci-dessous sur sa page de discussion : {{subst:avertissement admissibilité à vérifier\|Ismahane Simone}} |

 (janvier 2020).
Ismahane Simone (en kabyle : Ismahan Simun , en tifinagh :ⵉⵙⵎⴰⵀⴰⵏ ⵙⵉⵎⵓⵏ , en arabe: اسمهان  سمون), née le 10 mars 1993 à Bordj bou Arreridj en Algérie, est une chanteuse algérienne d'expression berbère (Kabyle et Chaoui), arabe, français et anglais. Elle est aussi comédienne et actrice.

## Biographie
Issue d'une modeste famille de Bordj Bou Arreridj en Algérie, elle grandit avec ces deux sœurs ainées qui lui font découvrir le rock, le folk, la pop et la musique celtique. Mélomane dès son jeune âge, elle s'intéresse au chant et touche à moult styles qui vont lui permettre de développer un répertoire varié où se mêle des sonorités et chants du patrimoine tels que le Chaabi, Kabyle, Chaoui, Andaloussi et aussi des styles occidentaux qui varient entre le rock, la pop, musique celtique, elle entame sa carrière de chanteuse comme autodidacte sans fréquenter de conservatoire ni suivre des cours de chant[réf. nécessaire].
En parallèle avec ses petites premières scènes, elle suit des études en biologie  et obtient son master, puis commence à travailler pour un laboratoire, elle se produit sur scène au sein de plusieurs associations culturelles où elle se fait remarquer, Ismahane enchaine les succès et finit parmi les lauréats au concours kamel Messaoudi où elle fait une prestation au cabaret sauvage à Paris, puis décroche le prix de la meilleure voix féminine avec l'association El Hachemi Guerouabi[réf. nécessaire].
En 2017, elle décide de se consacrer à la musique et chant kabyle, fière de ses origines et culture amazigh, elle marque l'esprit des milliers de téléspectateurs[réf. nécessaire] avec sa voix authentique berbère et sa tenue kabyle traditionnelle après son passage à l'émission arabophone Arab's Got Talent. Elle explique que son choix d'apparaitre dans une émission consacrée au monde arabe en interprétant une chanson en kabyle avec une tenue traditionnelle découle de son souhait de briser les barrières existant entre les deux cultures et surtout de faire connaitre la culture berbère et amazigh à travers le monde. Elle fait le buzz sur tous les réseaux sociaux[réf. nécessaire] et devient une star internationale[réf. nécessaire] à son retour en Algérie où elle enchaine les passages à la télévision et les prestations sur scène.